# Разкрижје
Разкрижје (словен. Razkrižje) је насеље и управно средиште истоимене општине Разкрижје, која припада Помурској регији у Републици Словенији.
По попису становништва из 2011. године, насеље Разкрижје имало је 252 становника.